# Малое Рогатино
Малое Рогатино — деревня в Калязинском районе Тверской области. Входит в состав Старобисловского сельского поселения.

## География
Находится в юго-восточной части Тверской области на расстоянии приблизительно 19 км на восток-юго-восток по прямой от районного центра города Калязин.

## История
Была отмечена на карте Менде (состояние местности на 1848 год). В 1859 году здесь (тогда деревня Калязинского уезда Тверской губернии) было учтено 11 дворов, в 1978 — 28.

## Население
Численность населения: 89 человек (1859 год), 21 (русские 100 %) в 2002 году, 9 в 2010.